# Kiyoshi Mutō

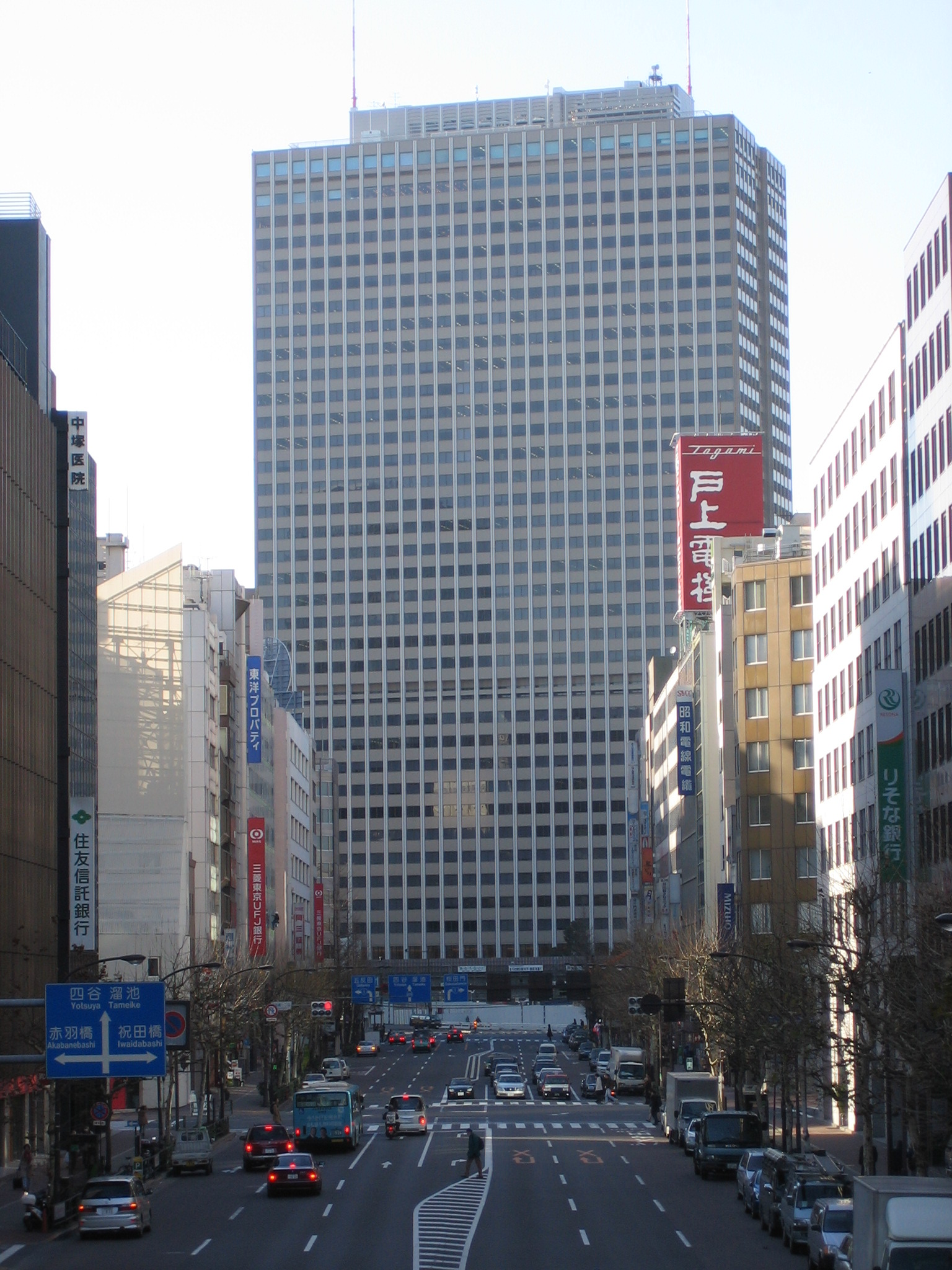
Kasumigaseki Hochhaus im Tokioter Stadtteil Kasumigaseki

Kiyoshi Mutō (japanisch 武藤 清, Mutō Kiyoshi; * 29. Januar 1903 in Toride; † 12. März 1989 in Tokio) war ein japanischer Bauingenieur und Architekt. Er gilt als Vater des Hochhausbaus in Japan wegen seiner Beiträge zum Erdbeben-sicheren Bauen. Von ihm stammen einige der bekanntesten Hochhäuser in Tokio.

## Leben und Wirken
Kiyoshi Mutō verlor früh seine Eltern und wuchs in Sendai auf, wo sein Bruder Chirurg war. Er studierte 1922 bis 1925 Architektur und Bauingenieurwesen an der Universität Tokio, wo er danach Dozent war und 1927 Assistenzprofessor. 1931 wurde er in Bauingenieurwesen promoviert, war zwei Jahre an der TH Berlin-Charlottenburg und wurde 1935 Professor für konstruktiven Ingenieurbau (Structural Engineering).
Er entwickelte Methoden für Erdbeben-sicheres Bauen in Japan. Mutō war geprägt vom großen Erdbeben in Tokio vom September 1923, bei dem er zwar außerhalb der Stadt weilte, die katastrophalen Zerstörungen aber noch am selben Tag zu Gesicht bekam. Danach legte er den Schwerpunkt seines Studiums auf das Bauingenieurwesen. So entwickelte er eine einfache aber genaue Methode (D-Methode), das Verhalten von Rahmen unter seitlichen Lasten (mit vorgegebenen Verteilungsfunktionen entsprechend der Simulation von Erdbeben) zu berechnen. 1933 wurde die Methode vom japanischen Institut für Architektur als Standard übernommen und sie fand auch weite Verbreitung im Ausland. Später entwickelte er Testmethoden und Messverfahren für Laborsimulationen der Wirkung von Erdbeben auf Gebäude. 1952 installierte er einen Beschleunigungsmesser für große Amplituden (SMAC) in einer Anlage für Großversuche und 1961 folgte ein spezieller Analogcomputer (SERAC). Das statisch-dynamische Verhalten des Bauwerks wurde im nichtlinearen elastisch-plastischen Bereich modelliert.
1960 wurde er Dekan der Ingenieursfakultät und 1963 emeritierte er an der Universität Tokio und wurde Vizepräsident des Baukonzerns Kajima. Er leitete den Bau des ersten Hochhauses im notorisch durch Erdbeben gefährdeten Japan, das 36 Stockwerke (156 m) hohe Kasumigaseki-Hochhaus (Kasumigaseki biru [von engl. buil(ding)]) in Tokio, fertiggestellt 1968. Davor verboten die japanischen Bestimmungen den Bau von Häusern mit mehr als 31 m Höhe. Er konstruierte eine spezielle Wand aus Fertigbetonteilen, um die Energie aus Erdbeben zu absorbieren (slit wall genannt). 
1969 gründete er das Mutō-Institut für konstruktiven Ingenieurbau (Mutō kōzō rigaku kenkyūjo, engl. Muto Institute for Structural Mechanics). 1977 gab er seinen Vizepräsidentsposten bei Kajima auf, um sich auf sein Institut zu konzentrieren.
Weitere seiner Hochhäuser in Tokio waren das World Trade Center (Sekai bōeki center buil[ding], 1970) in Hamamatsuchō/Shiba, das Keiō Plaza Hotel (1971) und das Shinjuku Mitsui Building (1974) in Nishi-Shinjuku, das Sunshine 60 (1978) in Ikebukuro, das Grand Prince Hotel Akasaka (1982) und das Tokyo Metropolitan Government Building (Tōkyō-tochōsha, 1991, der Verwaltungssitz der "Metropolis") in Nishi-Shinjuku. 
1976 erhielt er den ersten International Award of Merit in Structural Engineering. Er erhielt hohe japanische Auszeichnungen (Person mit besonderen kulturellen Verdiensten 1979, Kulturorden 1983, Medaille mit Purpurband 1968, kaiserlicher Preis der japanischen Akademie 1964). Er war auswärtiges Mitglied der National Academy of Engineering und 1975 wurde er Mitglied der Nippon Gakushiin, der japanischen Akademie der Wissenschaften.
Er war seit 1929 mit Yoshiko Sano verheiratet, der Tochter seines Professors an der Universität Tokio (Riko Sano), mit der er einen Sohn und zwei Töchter hatte.